# Castello di Mugnana
Il castello di Mugnana è situato nel comune di Greve in Chianti.

## Storia
Nel XIV secolo il castello di Mugnana, i cui precedenti proprietari erano gli Amidei, divenne proprietà della famiglia fiorentina dei Bardi. Questo castello faceva parte dell'antica Lega di Cintoia. La sua torre era alta in origine circa sessanta metri, ma poi fu ridotta per motivi militari. La sua costruzione e anche quella delle mura risale agli anni precedenti al XIV secolo.
Il castello fu danneggiato dagli Aragonesi alleati di Siena nella guerra contro Firenze (1530) e, nel 1890, a causa di un terremoto. Le sue mura, al centro delle quali c'è il cassero (la cui costruzione risale alla seconda metà del Duecento), hanno avuto molti restauri.
Nel cortile del castello c'è un loggiato con pilastri ottagonali - dai caratteri gotici - in pietra serena che sorreggono la muratura in pietre.